# Ministeri de Cultura i Esports d'Israel
El Ministeri de Cultura i Esports d'Israel (en hebreu: משרד התרבות והספורט, transliteració: Misrad HaTarbut VeHaSport) és un recent ministeri del govern israelià. Anteriorment, cultura i esport havien format part d'altres carteres ministerials; entre 1949 i 1999, i novament des de 2003 fins a 2006, cultura era part de la cartera del ministre d'Educació. De la mateixa manera, esport era part de la cartera del ministre d'Educació entre els anys 1994, 1999,  2003 i 2006. Els ministeris de cultura i esports es van combinar amb el Ministeri de Ciència i Tecnologia entre els anys 2006 i 2009, abans de ser separat en una cartera apart pel govern de Netanyahu al març de l'any 2009. L'actual ministre és Miri Regev del Likkud.

## Ministre
| # | Ministre        | Partit           | Inici               | Final                 |
| - | --------------- | ---------------- | ------------------- | --------------------- |
| 1 | Maten Vilnai    | Partit Laborista | 5 d'agost de 1999   | 2 de novembre de 2002 |
| 2 | Ophir Pines-Paz | Partit Laborista | 4 de maig de 2006   | 1 de novembre de 2006 |
| 3 | Raleb Majadele  | Partit Laborista | 29 de gener de 2007 | 31 de març de 2009    |
| 4 | Limor Livnat    | Likkud           | 6 de maig de 2009   | 14 de maig de 2015    |
| 4 | Miri Regev      | Likkud           | 14 de maig de 2015  | En el càrrec          |